# IC 3739
IC 3739 је ознака објекта на координатама са ректансцензијом 12h 45m 32,2s и деклинацијом + 12° 59" 51'. Открио га је Арнолд Швасман, 20. новембра 1900. Каснијим посматрањима на том положају није уочен никакав астрономски објекат.